# Obentrautdenkmal

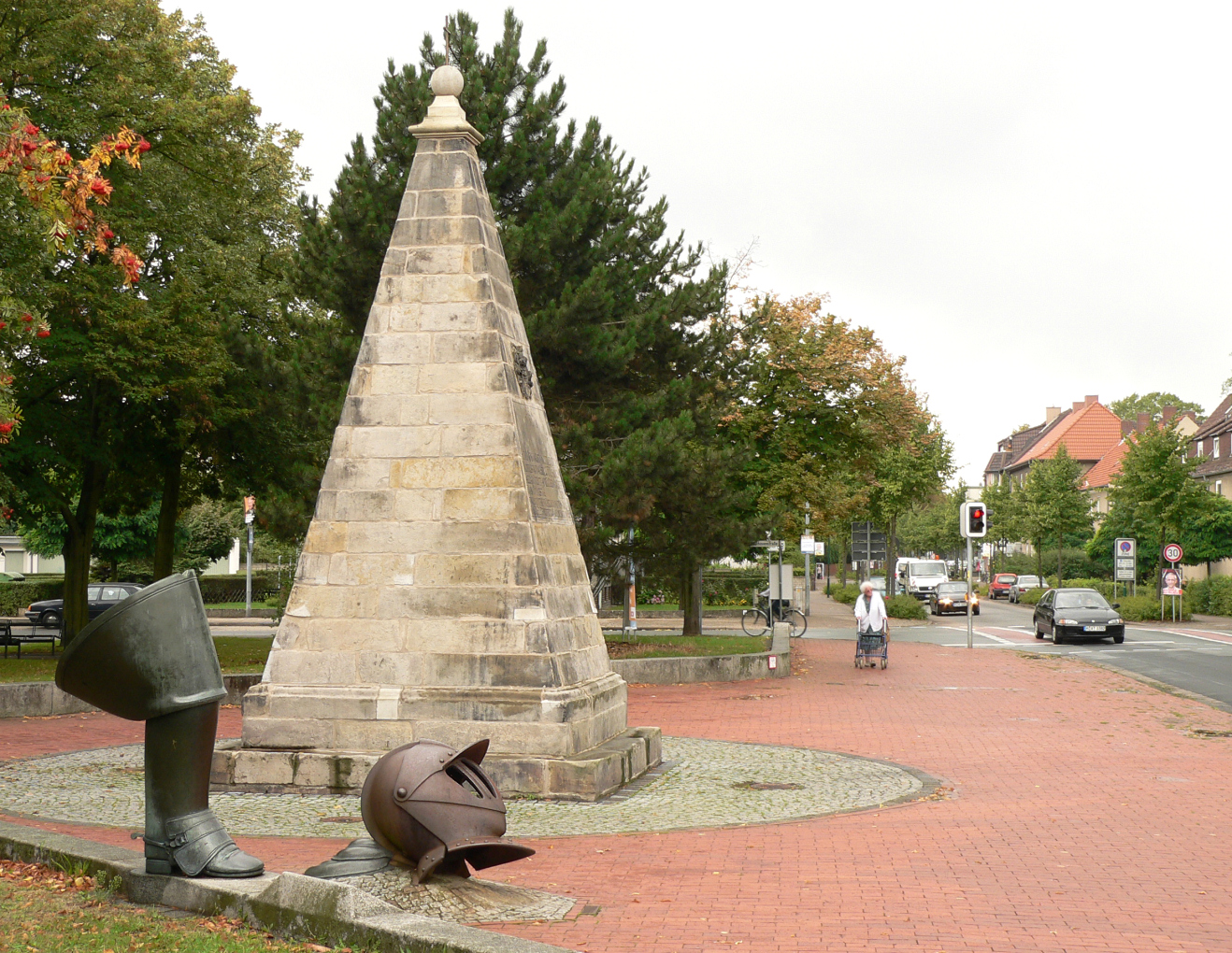
Obentrautdenkmal

Das Obentrautdenkmal ist ein geschütztes Denkmal in der Stadt Seelze in Niedersachsen. Es wurde 1630 vom Bildhauer Jeremias Sutel zu Ehren des Reitergenerals Hans Michael Elias von Obentraut geschaffen und an der Stelle errichtet, an der er während des Dreißigjährigen Krieges am 25. Oktober 1625 im Kampf tödlich verwundet wurde.

## Beschreibung
Das Denkmal ist eine Sandsteinpyramide mit einer Höhe von 5,8 Meter. Sie wird von einer Kugel mit Eisenkreuz bekrönt. Auf der Nordseite des Denkmals befinden sich das Relief des Obertrautschen Wappens, das Monogramm des Bildhauers Jeremias Sutel und eine lateinische Inschrift. Übersetzt lautet der Text:

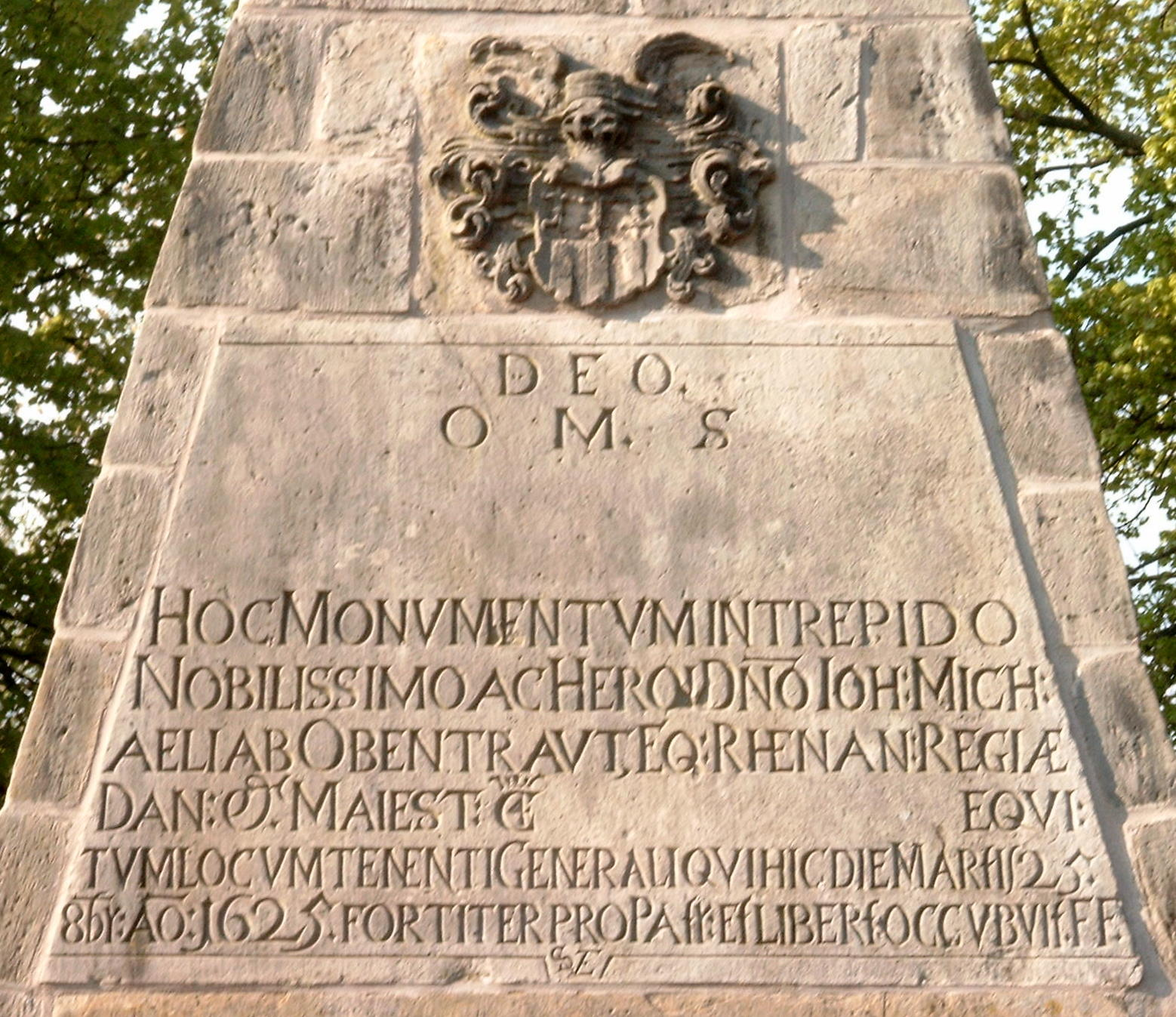
Wappen, Inschrift und Monogramm

„Gott, dem besten, größten geweiht. Dies Denkmal dem unerschrockenen, sehr edlen und heldenhaften Herrn Johann Michael von Obentraut, rheinischer Ritter der Königlich Dänischen Majestät Christian IV. General-Leutnant der Reiterei, der hier am Tage des Mars 25. Oktober 1625 tapfer für Vaterland und Freiheit fiel.“

Das Denkmal wurde ursprünglich außerhalb des Dorfes an der Landstraße aufgestellt. Durch die Ortsvergrößerung im Laufe der Jahrhunderte befindet es sich heute in der Ortsmitte. An der Stelle führt die Hauptdurchgangsstraße vorbei. Heute steht es unter Denkmalschutz.
1982 und 1989 wurden neben dem Denkmal ein Reitstiefel (Bildhauer Auke Schuurmans, Berlin) und ein Helm (Bildhauer Klaus Noculak, Berlin) als übergroße Bronzegegenstände aufgestellt. Sie weisen auf die Ausrüstungsteile hin, ohne die sich Obentraut der Sage nach in das Schlachtgetümmel gestürzt haben soll.

## Geschichtlicher Hintergrund
Hans Michael Elias von Obentraut kämpfte im Dreißigjährigen Krieg als Offizier auf protestantischer Seite. Am 25. Oktober 1625 kam es bei Seelze zwischen seiner Einheit mit 700 Reitern sowie 10.000 Mann und Truppen der Liga der katholischen Fürsten unter Führung von Tilly zum Kampf. Als Obentraut davon erfuhr, soll er der Sage nach seiner Truppe so schnell zur Hilfe geeilt sein, dass er ohne Helm und nur mit einem Stiefel losritt. Im Gefecht wurde er von einer Kugel tödlich getroffen. Er wurde in der hannoverschen Marktkirche bestattet.